# 2部マトロイド
2部マトロイド(bipartite matroid)は、サーキットのサイズがすべて偶数であるようなマトロイドである。

## 例
一様マトロイド {\displaystyle U{}_{n}^{r}} は、 {\displaystyle r} が奇数のとき、かつそのときのみ2部マトロイドである。これは、一様マトロイドのサーキットのサイズが {\displaystyle r+1} であるからである。

## 2部グラフとの関係
2部マトロイドは、Welsh (1969)によって、2部グラフのグラフ的マトロイドの一般化として定義された。グラフ的マトロイドが2部マトロイドであることと、グラフが2部グラフであることは同値である。

## オイラーマトロイドの双対
オイラーグラフは、すべての頂点の次数が偶数であるようなグラフだが、平面グラフにおいて2部グラフの双対はオイラーグラフとなる。Welsh (1969)は、これがマトロイドにも拡張できることを示した。つまり、2値マトロイドにおいて、2部マトロイドの双対はオイラーマトロイドとなる。
2値マトロイドでない場合、そうなるとは限らない。例えば、一様マトロイド {\displaystyle U{}_{6}^{4}} は2部マトロイドではないが、この双対はオイラーマトロイドである。また、一様マトロイド {\displaystyle U{}_{6}^{3}} は2部マトロイドであるが、オイラーマトロイドではない。

## 計算の複雑さ
与えられた2値マトロイドが2部マトロイドかを多項式時間でテストすることが可能である。しかし、与えられたマトロイドがオイラーマトロイドであるかを、独立性オラクルを介してテストするには、指数回のオラクルアクセスを必要とする。